# Kanton Grandvillars
Kanton Grandvillars (fr. Canton de Grandvillars) je francouzský kanton v departementu Territoire de Belfort v regionu Franche-Comté. Skládá se ze 14 obcí.

## Obce kantonu
- Boron (Bor)
- Bourogne (Bou)
- Brebotte (Breb)
- Bretagne (Bret)
- Chavanatte (Ch)
- Chavannes-les-Grands (Ch-l-G)
- Froidefontaine (F)
- Grandvillars (Gra)
- Grosne (Gro)
- Méziré (Mé)
- Morvillars (Mo)
- Recouvrance (R)
- Suarce (S)
- Vellescot (V)